# Jonathan Williams (dirkač)
Jonathan Williams, britanski dirkač Formule 1, * 26. oktober 1942, Kairo, Egipt, † 31. avgust 2014.
Jonathan Williams je v svoji karieri nastopil le na zadnji dirki sezone 1967 za Veliko nagrado Mehike, ko je z dirkalnikom Ferrari 312/67 zasedel osmo mesto z dvema krogoma zaostanka in za dve mesti zgrešil uvrstitev med dobitnike točk. 

## Popolni rezultati Formule 1
(legenda) (odebeljene dirke pomenijo najboljši štartni položaj, poševne pa najhitrejši krog, †-uvrščen kljub odstopu)
| Leto | Moštvo                     | Šasija         | Motor       | 1   | 2   | 3   | 4   | 5   | 6  | 7   | 8   | 9   | 10  | 11    | Prv | Toč |
| ---- | -------------------------- | -------------- | ----------- | --- | --- | --- | --- | --- | -- | --- | --- | --- | --- | ----- | --- | --- |
| 1967 | Scuderia Ferrari SpA SEFAC | Ferrari 312/67 | Ferrari V12 | JAR | MON | NIZ | BEL | FRA | VB | NEM | KAN | ITA | ZDA | MEH 8 | -   | 0   |